# José Villaverde Fernández
José Villaverde Fernández, född 1763 i Ciudad Real, död den 28 januari 1825 i Salamanca, var en spansk komediförfattare.
Villaverde Fernández skrev ett antal loas och entremeses, som inte utkom i tryck. Hans komedier El bastardo de Suecia, Zoraida, Alfonso VIII en Alarcos och El carbonero de Ciudad Real publicerades däremot och gick på sin tid ofta över scenen.